# Јункерс J.7
Јункерс J.7 је немачки ловачки авион. Први лет авиона је извршен 1917. године.

Иако је авион имао већу брзину у хоризонталном лету од свих немачких ловаца тога времена, није нараучен за немачко РВ.
Највећа брзина у хоризонталном лету је износила 205 km/h. Размах крила је био 9,00 метара а дужина 6,70 метара. Маса празног авиона је износила 655 килограма а нормална полетна маса 836 килограма.

## Наоружање
| Наоружање авиона: Јункерс      |
| Ватрено (стрељачко) наоружање  |
| Топ                            |
| Митраљез                       |
| Бомбардерско наоружање (бомбе) |
| Ракетно наоружање (ракете)     |